# Restauration des Everglades

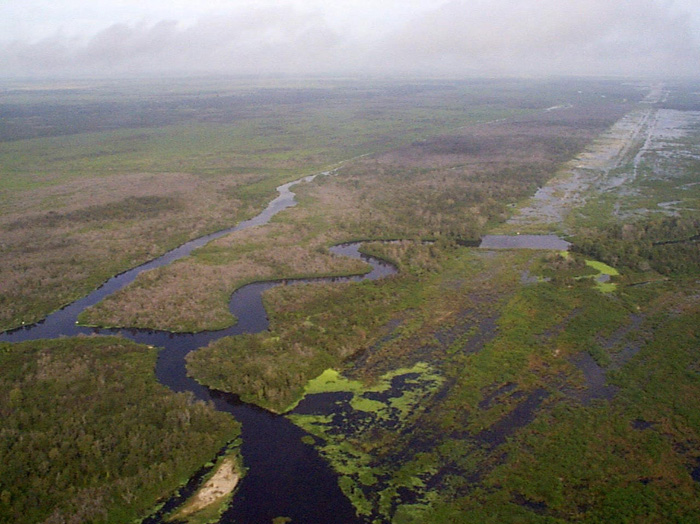
Une partie du canal C-38, terminé en 1971, maintenant remblayé pour restaurer la plaine inondable de la rivière Kissimmee à un état plus naturel (ici en 2000).

La restauration des Everglades est un projet en cours[Quand ?] pour réparer les dommages infligés à l'environnement du Sud de la Floride au cours du XXe siècle. 
Il est la tentative la plus coûteuse et complète de réparation de l'environnement de l'Histoire. La dégradation des Everglades est devenue un problème aux États-Unis au début des années 1970, après une proposition de construire un aéroport dans le marais de Big Cypress. Des études[Lesquelles ?] ont indiqué que l'aéroport aurait détruit l'écosystème du sud de la Floride et le parc national des Everglades. Après des décennies de pratiques destructrices, l'État et les organismes fédéraux cherchent des moyens d'équilibrer les besoins de l'environnement naturel dans le sud de la Floride avec les centres urbains et agricoles qui se sont développés récemment et rapidement dans et près des Everglades.
En réponse aux inondations causées par les ouragans en 1947, le projet de lutte contre les inondations de la Floride centrale et australe (C & SF) a été créé pour construire des dispositifs de contrôle des inondations dans les Everglades. Le C & SF construisit 2 300 km de canaux et de digues entre les années 1950 et 1971 partout dans le Sud de la Floride. Leur dernière entreprise était le canal C-38, qui redressa la rivière Kissimmee et a causé des dégâts catastrophiques à l'habitat des animaux, affectant également la qualité de l'eau dans la région. Le canal est devenu le premier projet C & SF à être repris lorsque ses 35 km ont commencé à être remblayés avec les matériaux excavés lors de son creusage, dans les années 1980.
Lorsque des niveaux élevés de phosphore et de mercure ont été découverts dans les cours d'eau en 1986, la qualité de l'eau est devenue une priorité pour les organismes de gestion de l'eau. Des batailles judiciaires longues et coûteuses ont été menées entre les différentes entités du gouvernement pour déterminer qui était responsable de la surveillance et de l'application des normes de qualité de l'eau. Le gouverneur Lawton Chiles a proposé un projet de loi qui détermina quels organismes auraient cette responsabilité, et fixa des délais pour que les concentrations de polluants dans l'eau diminuent. Initialement, le projet de loi a été critiqué par des groupes de conservation pour ne pas être assez strict envers les pollueurs, mais la loi Everglades Forever fut adoptée en 1994. Depuis lors, le South Florida Water Management District (SFWMD) et le corps du génie de l'armée des États-Unis ont dépassé les attentes pour atteindre des niveaux de phosphore plus bas.
Une commission nommée par le gouverneur Lawton Chiles a publié un rapport en 1995, indiquant que la Floride du Sud a été incapable de soutenir sa croissance, et la détérioration de l'environnement affectait négativement la vie quotidienne de ses résidents. Le déclin environnemental a été dénoncé comme pouvant nuire au tourisme et aux intérêts commerciaux si aucune mesure n'était prise pour arrêter les tendances actuelles. Les résultats d'une étude de huit ans qui évalua le C & SF ont été soumis au Congrès des États-Unis en 1999. Le rapport a averti que si aucune mesure n'était prise, la région risquait de se détériorer rapidement. Une stratégie appelée le Comprehensive Everglades Restoration Plan (CERP) a été adoptée pour restaurer des portions des Everglades, le lac Okeechobee, la Caloosahatchee, et la baie de Floride pour réparer les dégâts des 50 dernières années. Il faudra 30 ans et 7,8 milliards de dollars pour l'achever. Bien que le plan ait été promulgué en 2000, il a été compromis par des problèmes de financement et politiques.

## Contexte

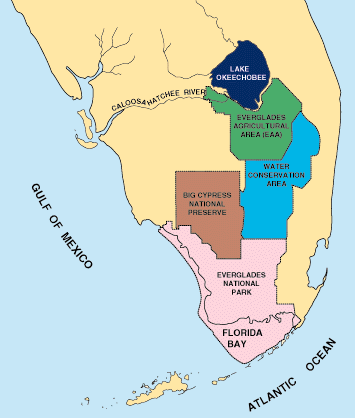
Zones établies par les projets C & SF qui séparaient les Everglades historiques en zones de conservation de l'eau et zone agricole des Everglades. Vingt-cinq pour cent des Everglades originaux sont conservés dans le parc national des Everglades.

Les Everglades font partie d'un très grand bassin versant qui commence dans les environs d'Orlando. La rivière Okeechobee se jette dans le lac Okeechobee, d'une surface de 1 900 km2 avec une profondeur moyenne de 2,7 m. Pendant la saison humide quand le lac dépasse sa capacité, l'eau quitte le lac dans une rivière très large et peu profonde, à environ 160 km de long et 97 km de large. Ce cours d'eau large et peu profond est connu sous le nom de sheetflow. Le terrain descend progressivement vers la baie de Floride, la destination historique de la plupart de l'eau quittant les Everglades. Avant les tentatives de drainage, les Everglades avaient une surface de 10 000 km2, soit un tiers de la péninsule de Floride.
Depuis le début du XIXe siècle, les Everglades ont été un sujet d'intérêt pour le développement agricole. La première tentative pour drainer les Everglades a eu lieu en 1882 quand un promoteur immobilier de Pennsylvanie nommé Hamilton Disston construisit les premiers canaux. Bien que ces tentatives ont largement échoué, les achats terriens de Diston a stimulé le tourisme et de développement immobilier de l'État. Les motivations politiques du gouverneur Napoleon Bonaparte Broward ont donné lieu à des tentatives les plus réussies à la construction du canal entre 1906 et 1920. Les zones humides récupérées furent utilisées pour la culture de la canne à sucre et des légumes, tandis que le développement urbain commença dans les Everglades.
L'ouragan de Miami en 1926 et celui d'Okeechobee en 1928 ont causé des dégâts considérables et des inondations qui ont incité le corps du génie de l'armée des États-Unis à construire une digue autour du lac Okeechobee. Le mur haut de quatre étages coupa l'eau des Everglades. Les inondations des ouragans de 1947 motivèrent le Congrès des États-Unis à établir le projet de lutte contre les inondations de la Floride centrale et australe (C & SF), responsable de la construction de 2 300 km de canaux et de digues, des centaines de stations de pompage et d'autres dispositifs de contrôle de l'eau. Le C & SF établit des aires de conservation de l'eau (WCA) dans 37 % des Everglades originaux, qui ont agi en tant que réservoirs fournissant de l'eau à la zone métropolitaine sud de la Floride, ou la déversant dans l'océan Atlantique ou le golfe du Mexique. Le C & SF a également établi la zone agricole des Everglades (EAA), où pousse la majorité des cultures de canne à sucre aux États-Unis. Lorsque l'EAA a été créé, elle englobait environ 27 % des Everglades originaux.
Dans les années 1960, le développement urbain et les terres agricoles ont considérablement diminué la taille des Everglades. Les 25 % restants des Everglades originaux furent protégés par le parc national des Everglades, mais le parc a été créé avant la C & SF, et il dépendait des actions de la C & SF pour la gestion de l'eau. Comme Miami et d'autres régions métropolitaines ont commencé à empiéter sur les Everglades dans les années 1960, les batailles politiques ont eu lieu entre la gestion du parc et le C & SF lorsque l'eau insuffisante dans le parc a plongé les écosystèmes dans le chaos. Les engrais utilisés dans l'EAA ont commencé à modifier le sol et l'hydrologie du parc national des Everglades, ce qui provoqua la prolifération d'espèces végétales exotiques. Cependant, une proposition de construire un immense aéroport dans le marais de Big Cypress  en 1969 a attiré l'attention sur les systèmes naturels dégradés dans les Everglades. Pour la première fois, les Everglades sont devenus un sujet de conservation de l'environnement.

## Les Everglades comme priorité
La protection de l'environnement est devenue une priorité nationale dans les années 1970. Le magazine Time l'a déclaré comme Problème de l'Année en janvier 1971, indiquant qu'il a été classé comme «problème le plus grave de leur communauté [américaine], bien avant le crime, la drogue et les écoles pauvres». Lorsque la Floride du Sud a connu une grave sécheresse 1970-1975, où Miami ne reçut que 840 mm de pluie en 1971 soit 560 mm de moins que la moyenne, l'attention des médias fut portée sur les Everglades. Avec l'aide de l'assistant du gouverneur Nathaniel Reed et Arthur R. Marshall du U.S Fish and Wildlife Service, les politiciens ont commencé à prendre des mesures. Le gouverneur Reubin Askew mit en œuvre la loi sur la conservation des terres en 1972, permettant à l'État d'utiliser des obligations approuvées par les électeurs d'un montant de 240 millions de dollars pour acheter des terres considérées comme environnementalement uniques et irremplaçables. Depuis lors, la Floride a acheté plus de terres pour un usage public que tout autre État. En 1972, le président Richard Nixon a déclaré que le marais de Big Cypress (l'emplacement prévu pour l'aéroport de Miami en 1969) devait être protégé par le gouvernement fédéral. La réserve nationale de Big Cypress a été créée en 1974 et la réserve d'État de Fakahatchee Strand fut créée la même année.
En 1976, le parc national des Everglades a été déclaré Réserve Internationale de la biosphère par l'UNESCO, qui a également listé le parc comme site du patrimoine mondial en 1979. La convention de Ramsar a désigné les zones humides des Everglades d'importance internationale en 1987. Seuls trois endroits sur terre apparaissent sur ces trois listes : le parc national des Everglades, le lac Ichkeul en Tunisie, et le lac Srebarna en Bulgarie.

### La rivière Kissimmee
Dans les années 1960, le C & SF fut sous une surveillance accrue du gouvernement et des groupes de conservation. Les critiques ont maintenu que sa taille était comparable aux projets de construction de barrages de la Tennessee Valley Authority pendant la Grande Dépression, et que les travaux avaient coûté des milliards de dollars sans aucune décision ou plan apparent. Les projets de la C & SF ont été caractérisés comme faisant partie de cycles de crise et réponse qui ignoraient « la conséquence pour l'ensemble du système, présupposait les conséquences, et a réussi à résoudre momentanément la crise, mais a mis en place des situations qui exagérèrent les crises futures ». Le dernier projet de construire un canal pour redresser la plaine inondable sinueuse de la rivière Kissimmee qui avait historiquement alimenté le lac Okeechobee qui à son tour alimentait les Everglades, a commencé en 1962. Marjory Stoneman Douglas a écrit plus tard que les projets C & SF étaient « de la stupidité interdépendante », couronnés par le canal C-38. Conçu pour remplacer un méandre de la rivière de 140 km  avec un canal 84 km, le canal a été achevé en 1971 et a coûté 29 millions de dollars. Il a supplanté environ 180 km2 de marais avec des bassins de rétention, des barrages et de la végétation. La perte d'habitat a conduit la région à connaître une baisse drastique de la vie aquatique, des oiseaux échassiers, et des poissons. Les plaines inondables récupérées ont été utilisées pour l'agriculture, apportant engrais et insecticides dans le lac Okeechobee. Même avant que le canal ait été terminé, les organismes de conservation et les groupes de pêche sportive et de chasse ont appelé à la restauration de la rivière Kissimmee.

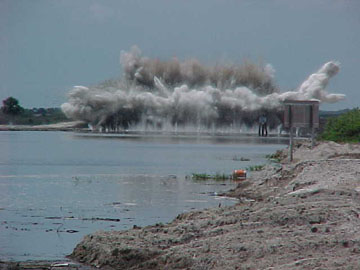
La structure 65B sur la rivière Kissimmee est détruite par le Corps des ingénieurs en 2000 pour rétablir l'écoulement naturel de la rivière.

Arthur R. Marshall a mené les efforts pour réparer les dégâts. Selon Douglas, Marshall a réussi à décrire les Everglades, de la chaîne des lacs Kissimmee jusqu'à la baie de Floride, y compris l'atmosphère, le climat et les roches calcaire comme un organisme unique. Plutôt que de rester l'apanage des organismes de conservation, la cause de la restauration des Everglades est devenue une priorité pour les politiciens. À la demande insistante de Marshall, le gouverneur nouvellement élu Bob Graham, a annoncé la formation de la campagne Save Our Everglades en 1983, et en 1985, Graham a jeté la première pelletée de remblai pour une partie du canal C-38. En un an, la zone a été recouverte d'eau permettant un retour à son état d'origine. Graham a déclaré que d'ici l'an 2000, les Everglades ressembleraient à leur état d'origine autant que possible. Le projet de restauration de la rivière Kissimmee a été approuvé par le Congrès dans le Water Resources Development Act de 1992. Le projet a été estimé à 578 millions de dollars pour convertir seulement 35 km du canal; le coût a été conçu pour être partagé entre l'État de Floride et le gouvernement des États-Unis, l'État étant responsable de l'achat de terres à restaurer. Un chef de projet pour le Corps du génie de l'armée des États-Unis a expliqué en 2002, « Ce que nous faisons à cette échelle va être pris à une plus grande échelle lorsque nous faisons la restauration des Everglades. » L'achèvement de l'ensemble du projet fut estimé à 2011.

## Qualité de l'eau

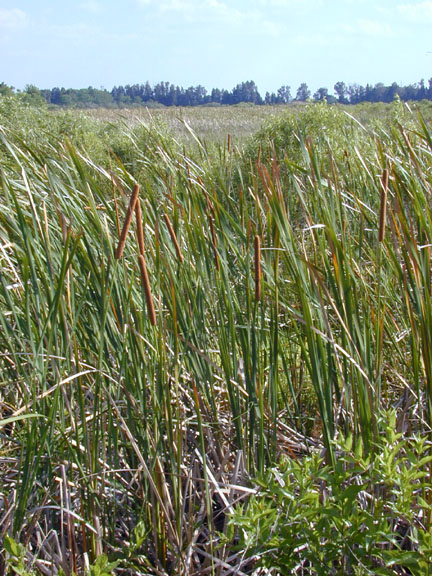
Massettes indiquant la présence de phosphore dans l'eau. Les massettes sont une espèce envahissante; ils prennent la place la sawgrass et sont trop épais pour que les oiseaux ou les alligators y fassent leur nid.

L'attention à la qualité de l'eau a été concentrée dans le sud de la Floride en 1986, quand une efflorescence algale très vaste eut lieu sur un cinquième du lac Okeechobee. L'efflorescence a été reconnue comme étant causée par les engrais de la zone agricole des Everglades. Bien que les lois de 1979 indiquaient que les produits chimiques utilisés dans l'EAA ne devaient pas être déposés dans le lac, ils ont été rincés dans les canaux qui alimentent les aires de conservation de l'eau des Everglades, et finalement pompés dans le lac. Les microbiologistes ont découvert que, bien que le phosphore aide à la croissance des plantes, il détruit le périphyton, l'un des blocs de construction de base de marnes dans les Everglades. La marne est l'un des deux types de sol dans les Everglades avec la tourbe; il se trouve dans les parties des Everglades inondées pendant des périodes plus courtes que le temps de séchage des couches de périphyton. La plupart des composés phosphorés diminuent également l'oxygène dissous dans la tourbe et favorisent la croissance des algues, ce qui provoque la mort d'invertébrés endémiques, la disparition de la sawgrass au profit des massettes invasives et trop grandes et épaisses pour que les oiseaux et les alligators puissent y nicher. L'eau testée a montré 500 parties par milliard de phosphore à proximité des champs de canne à sucre. La législation de l'État en 1987 a exigé une réduction du phosphore de 40 % en 1992.
Les tentatives visant à corriger les niveaux de phosphore dans les Everglades ont rencontré une résistance. L'industrie de la canne à sucre, dominée par deux sociétés nommées US Sugar and Flo-Sun, était responsable de plus de la moitié de la récolte dans les EAA. Elles étaient bien représentées dans les gouvernements provinciaux et fédéraux par des lobbyistes qui protégèrent leurs intérêts avec enthousiasme. Selon la Société Audubon, l'industrie du sucre, surnommé Big Sugar, a fait don de plus d'argent aux partis politiques et de candidats que General Motors. L'industrie sucrière a tenté de bloquer les études de pollution de l'eau financées par le gouvernement et lorsque le procureur fédéral de Miami attaqua l'industrie sucrière dans une action en justice pour protéger le parc national des Everglades, Big Sugar a essayé d'obtenir que le procès soit retiré et le procureur a renvoyé. Une bataille juridique coûteuse suivit de 1988 à 1992 entre l'État de Floride, le gouvernement américain et l'industrie sucrière pour connaître qui était responsable des normes de qualité de l'eau, de l'entretien du parc national des Everglades et de la réserve Arthur R. Marshall pour la vie sauvage  de Loxahatchee.
Un autre problème de qualité de l'eau se posa lorsque du mercure a été découvert dans les poissons pendant les années 1980. Parce que le mercure est toxique pour les humains, des avertissements ont été affichés pour les pêcheurs afin de les mettre en garde contre la consommation de poisson pêché dans le sud de la Floride, et les scientifiques se sont alarmés quand une panthère de Floride a été retrouvé morte près de Shark River Slough avec des niveaux de mercure suffisamment élevés pour être mortels pour des humains. Lorsque le mercure est ingéré, il affecte le système nerveux central, et peut causer des lésions cérébrales et des malformations congénitales. Les études sur les niveaux de mercure ont constaté qu'il y a bioaccumulation dans la chaîne alimentaire : les animaux qui sont plus bas sur la chaîne affichent des quantités faibles, mais lorsque les plus gros animaux les mangent, la quantité de mercure est multipliée. L'alimentation de la panthère morte était composée de petits animaux, y compris de ratons laveurs et de jeunes alligators. La source du mercure a été jugée comme étant un incinérateurs de déchets et des centrales à combustible fossile ayant expulsé l'élément dans l'atmosphère, qui a précipité avec la pluie, ou durant la saison sèche, avec la poussière. Des bactéries des Everglades qui réduisent le soufre ont également transformé les dépôts de mercure en méthylmercure. Ce processus a été plus dramatique dans les zones où les inondations n'ont pas été aussi fréquentes. En raison des exigences qui ont réduit les émissions des centrales électriques et de l'incinérateur, les niveaux de mercure présents dans les plus grands animaux ont également diminué : une diminution d'environ 60 % dans les poissons et une diminution de 70 % chez les oiseaux, bien que certains niveaux demeurent un problème de santé pour les humains.

### Everglades Forever Act

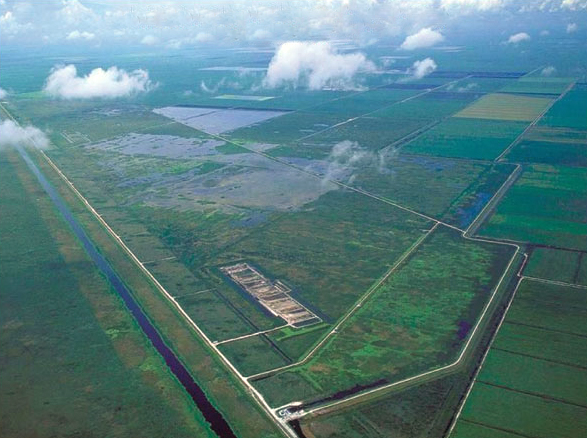
Vue aérienne des zones de traitement des eaux pluviales dans les Everglades nord bordée par des champs de canne à sucre sur la droite

Dans une tentative pour résoudre le bourbier politique sur la qualité de l'eau, le gouverneur Lawton Chiles a présenté un projet de loi en 1994 pour nettoyer l'eau au sein de l'EAA qui a été libérée dans les Everglades inférieurs. Le projet de loi a déclaré que « l'écosystème des Everglades doit être rétabli tant en termes de qualité que de quantité d'eau et doit être préservé et protégé de façon globale et sur le long terme. » Il a assuré que le Florida Department of Environmental Protection (DEP) et le South Florida Water Management District (SFWMD) seraient responsables de la recherche sur la qualité de l'eau, l'application de l'amélioration de l'approvisionnement en eau, le contrôle des espèces exotiques, et la collecte des impôts, dans le but de diminuer les niveaux de phosphore dans la région. Il a permis l'achat de terres où les polluants sont trouvés afin de «traiter et améliorer la qualité des eaux en provenance de l'EAA".
Les détracteurs du projet de loi ont fait valoir que la date limite pour répondre aux normes a été inutilement retardée jusqu'en 2006, soit une période de 12 ans pour appliquer une meilleure qualité de l'eau. Ils ont également soutenu qu'il n'a pas forcé les producteurs de canne à sucre, qui étaient les principaux pollueurs, à payer suffisamment les coûts et augmenté le seuil de la quantité acceptable de phosphore dans l'eau de 10 ppb à 50 ppb.  Le gouverneur Chiles initialement nomma la loi  Marjory Stoneman Douglas Act, mais Douglas était si peu impressionnée par l'action qu'elle a pris contre les pollueurs qu'elle écrivit à Chiles et pour réclamer que son nom en soit rayé. En dépit des critiques, la législature de la Floride a adopté la Loi en 1994. Le SFWMD a déclaré que ses actions ont dépassé les attentes plus tôt que prévu, en créant des zones de traitement des eaux pluviales (STA) au sein de l'EAA qui contiennent une substance à base de calcium telle que les roches calcaires en couches intercalées dans la tourbe, et remplies de périphyton calcaire. Les premiers tests du Corps du génie de l'armée des États-Unis ont révélé que cette méthode réduit les niveaux de phosphore de 80 ppb à 10 ppb. Les STA sont destinés à traiter l'eau jusqu'à ce que les niveaux de phosphore soient suffisamment faibles pour être libérés dans la réserve nationale de vie sauvage de Loxahatchee ou d'autres zones de conservation de l'eau.

## Préoccupations concernant la faune

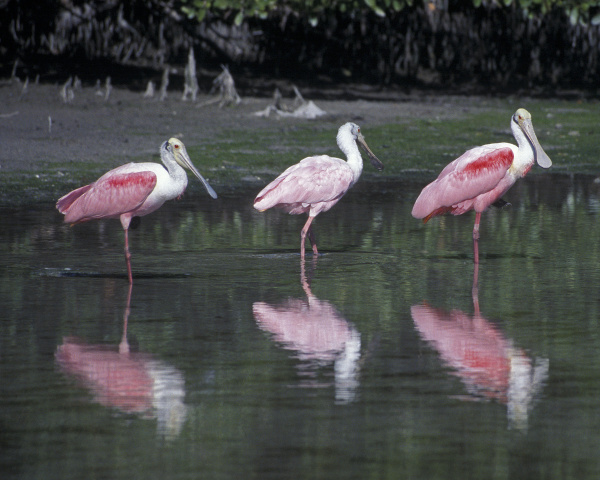
Les spatules rosées, tout comme d'autres oiseaux échassiers, ont diminué de 90 % depuis les années 1930 et 1940.

L'intrusion des zones urbaines en pleine nature a eu un impact important sur la faune et plusieurs espèces d'animaux sont considérées comme menacées dans la région des Everglades. Un animal qui a bénéficié de la protection des espèces en voie de disparition est l'alligator américain (Alligator mississippiensis), dont les trous servent de refuge à d'autres animaux, ce qui permet souvent de nombreuses espèces de survivre pendant les périodes de sécheresse. Autrefois abondant dans les Everglades, l'alligator a été répertorié comme une espèce en voie de disparition en 1967, mais un effort combiné par les organismes fédéraux et d'État et l'interdiction de la chasse lui a permis de rebondir; il a été prononcé complètement rétabli en 1987 et n'est plus une espèce en voie de disparition. Cependant, les territoires des alligators et leurs masses corporelles moyennes ont été évalués comme étant plus faibles que dans le passé, et parce que les populations ont été réduites, leur rôle en période de sécheresse est devenue limité.
Le crocodile américain (Crocodylus acutus), également originaire de la région et a été désigné comme étant en voie de disparition depuis 1975. Contrairement à leurs parents les alligators, les crocodiles ont tendance à prospérer dans des habitats saumâtres ou d'eau salée tels que les estuaires ou les côtes maritimes. Leur menace la plus importante est la perturbation par les humains. Trop de contacts avec les humains conduit les femelles à abandonner leurs nids, tandis que les mâles sont souvent victimes de collisions avec des véhicules en tentant de traverser la US 1 et la Card Sound Road dans les Keys de Floride. On estime qu'il y a 500 à 1 000 crocodiles dans le sud de la Floride.
L'animal le plus en danger de la région des Everglades est la panthère de Floride (Puma concolor coryi), une espèce qui vivaient autrefois dans tout le sud-est des États-Unis: il n'y en avait plus que 25 à 30 à l'état sauvage en 1995. La panthère particulièrement menacée par l'empiétement urbain, parce que les mâles ont besoin d'environ 520 km2 de territoire de reproduction. Un mâle et deux à cinq femelles peuvent vivre dans cette zone. Lorsque l'habitat est réduit, les panthères se battent pour le territoire. Après les collisions avec des véhicules, la deuxième cause la plus fréquente de décès chez les panthères est une agression intra-spécifique. Dans les années 1990, l'expansion urbaine a conduit à une surpopulation de panthères au sud-ouest de la Floride comme à Naples et Fort Myers qui se sont développées dans les Everglades occidentaux et le marais de Big Cypress. Des organismes tels que le Corps du génie de l'armée des États-Unis et le Fish and Wildlife Service étaient responsables du maintien de la loi sur l'assainissement de l'eau et de la loi sur les espèces en voie de disparition, mais ont continué d'approuver 99 % des permis de construire dans les zones humides et le territoire des panthères. Un pool génétique limité est également un danger.  Les biologistes ont introduit huit femelles puma du Texas (Puma concolor) en 1995 pour diversifier les gènes, et il y a entre 80 et 120 panthères sauvages depuis 2008.
La perte de groupe d'animaux probablement la plus spectaculaire a été celle des échassiers. Leur nombre a été estimé par des témoins oculaires à environ 2,5 millions à la fin du XIXe siècle. Cependant, aigrettes neigeuses (Egretta Thula), spatules rosées (Platalea ajaja), et les aigrettes roussâtres (Egretta rufescens) ont été chassées jusqu'au bord de l'extinction pour leurs plumes colorées utilisées dans les chapeaux des femmes. Après environ 1920, lorsque la mode fut passée, leur nombre est remonté dans les années 1930, mais au cours des 50 années suivantes les actions de la C & SF ont perturbé les populations. Lorsque les canaux ont été construits, l'écoulement naturel de l'eau a été limité dans les forêts de mangroves près de la côte de la baie de Floride. D'une saison humide à l'autre, les poissons ont été incapables d'atteindre les endroits habituels de reproduction lorsque l'eau a été retenue par le C & SF. Les oiseaux ont été contraints de voler plus loin de leurs nids pour chercher de la nourriture. Dans les années 1970, le nombre d'oiseaux avait diminué de 90 %. Un grand nombre d'oiseaux se sont déplacés vers des colonies plus petites dans les WCA pour être plus proches d'une source d'alimentation, ce qui les a rendus plus difficiles à compter. Pourtant, ils restent nettement moins nombreux qu'avant la construction des canaux.

### Espèces invasives

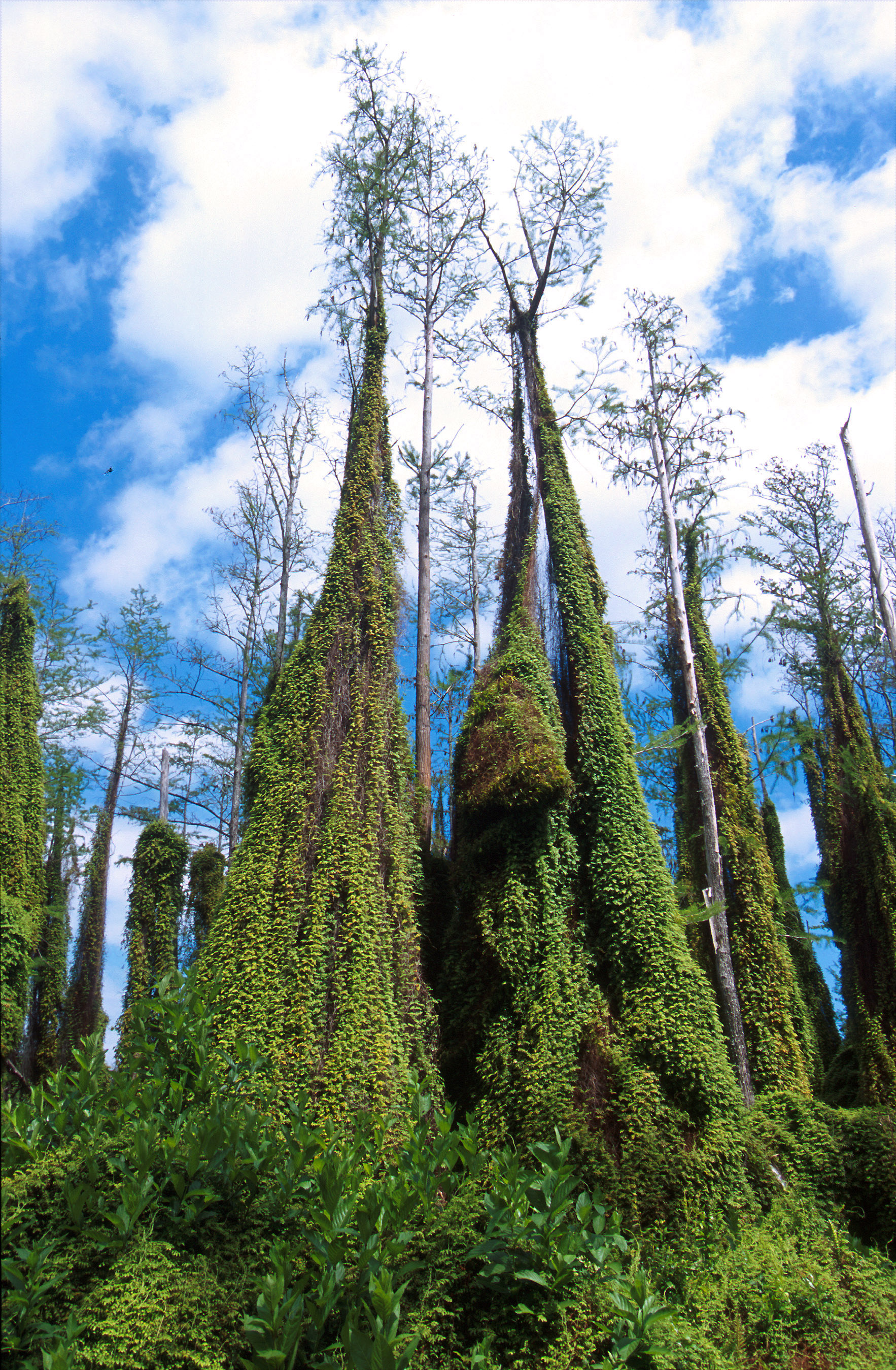
Des fougères grimpantes envahissent des cyprès dans les Everglades. Les fougères agissent comme des « échelles à incendie » qui peuvent alors détruire les arbres qui auraient autrement survécu.

Environ 6 millions de personnes se sont installées en Floride du Sud entre 1940 et 1965. Avec un millier de personnes s'installant à Miami chaque semaine, le développement urbain a quadruplé. Comme la population humaine a augmenté rapidement, le problème des espèces végétales et animales exotiques a également augmenté. De nombreuses espèces de plantes ont été amenées en Floride du Sud depuis l'Asie, l'Amérique centrale, ou l'Australie pour l'aménagement paysager. Des animaux exotiques issus du commerce des animaux se sont échappés ou ont été libérés. Les contrôles biologiques qui maintiennent les espèces envahissantes à de plus petites taille et population dans leur pays d'origine sont souvent inexistants dans les Everglades, les faisant entrer en concurrence avec les espèces indigènes pour l'alimentation et l'espace. Parmi les espèces végétales importées, les niaouli (Melaleuca quinquenervia) ont causé le plus de problèmes. Les niaoulis croissent en moyenne de 30 m dans les Everglades, contre 7 à 18 m dans leur Australie natale. Ils ont été amenés dans le sud de la Floride comme brise-vent et délibérément ensemencés dans des zones marécageuses, car ils absorbent de grandes quantités d'eau. Dans une région qui est régulièrement façonnée par le feu, les niaoulis sont dispersés par le feu. Ils sont trop denses pour les échassiers avec de grandes envergures pour nicher, et ils étouffent la végétation indigène. Les coûts du contrôle des niaoulis ont dépassé 2 millions de dollars en 1998 pour le parc national des Everglades. Dans la réserve nationale de Big Cypress, les niaouli ont couvert jusqu'à 480 km2 dans les années 1990.
Le faux-poivrier (Schinus terebinthifolius) a été importé en Floride du Sud comme un arbuste ornemental et a été dispersé par les fientes d'oiseaux et d'autres animaux qui ont mangé ses baies rouge vif. Il se développe sur des terres agricoles abandonnées formant des forêts trop denses pour que les échassiers y nichent, de la même façon que pour les niaoulis. Ils se développent rapidement surtout après les ouragans et ont envahi les pinèdes. À la suite de l'ouragan Andrew, des scientifiques et des bénévoles ont nettoyé les pinèdes touchées par le faux-poivrier afin que les arbres indigènes soient en mesure de revenir à leur état naturel.
L'espèce qui cause le plus de problème à la restauration des Everglades est la fougère Lygodium microphyllum) introduite en 1965. Cette fougère pousse rapidement et abondamment sur le sol, ce qui complique le passage des animaux terrestres tels que les ours noirs et les panthères. Les fougères poussent aussi comme des lianes sur les portions les plus hautes des arbres, et les incendies remontent les fougères comme des «échelles de feu» et brûlent des parties des arbres qui ne sont habituellement pas exposées aux flammes.
Plusieurs espèces animales ont été introduites dans  les cours d'eau des Everglades. Beaucoup de poissons tropicaux y ont été libérés, le plus préjudiciable étant le tilapia bleu (Oreochromis aureus), qui construit de grands nids dans les eaux peu profondes. Les tilapias consomment également la végétation qui serait normalement utilisé par les jeunes poissons indigènes en tant qu'abri.
Les reptiles ont une affinité particulière pour l'écosystème de la Floride. Pratiquement tous les lézards qui apparaissent dans les Everglades ont été introduits, comme l'anole brun (Anolis sagrei) et le gecko des maisons (Hemidactylus mabouia). L'iguane vert herbivore (Iguana iguana) peut se reproduire rapidement dans les habitats sauvages. Cependant, le reptile qui a valu l'attention des médias pour sa taille et sa dangerosité pour les enfants et les animaux domestiques est le python birman (Python bivittatus), qui s'est propagé rapidement dans toute la région. Le python peut atteindre jusqu'à 6,1 m de long et est en concurrence avec les alligators pour le sommet de la chaîne alimentaire.
Bien que les oiseaux exotiques comme les perroquets et les perruches sont également présents dans les Everglades, leur impact est négligeable. À l'inverse, l'animal qui cause probablement le plus de dommages à la faune indigène est le chat domestique. Partout aux États-Unis, les chats sont responsables d'environ un milliard d'oiseaux tués chaque année. Les chats vivant dans les zones suburbaines ont des effets dévastateurs sur les oiseaux migrateurs et les lapins des marais.

### Base aérienne de Homestead
L'ouragan Andrew a frappé Miami en 1992, avec des dégâts catastrophiques à la Homestead Air Force Base à Homestead. Un plan pour la rénover en 1993 et la convertir en un aéroport commercial a été accueilli avec enthousiasme par les entités municipales et commerciales locales dans l'espoir de récupérer 480 millions de dollars et 11 000 emplois perdus par la communauté locale à la suite de la destruction et de la fermeture subséquente de la base. Le 31 mars 1994, la base a été désignée comme une base de réserve avec un fonctionnement à temps partiel seulement. Une étude environnementale sommaire effectuée par l'armée de l'air a été jugée insuffisante par les groupes locaux de conservation, qui l'ont menacé de poursuites en justice afin de bloquer l'acquisition lorsque les estimations de 650 vols par jour ont été projetées. Les groupes avaient déjà été alarmés en 1990 par l'ajout de la base de Homestead  sur une liste des propriétés les plus polluées du gouvernement des États-Unis. Leurs préoccupations concernaient également le bruit, et les collisions inévitables avec les oiseaux qui colonisent les mangroves. La base aérienne est située entre le parc national des Everglades et le parc national de Biscayne, lui donnant le potentiel de causer des dommages aux deux à la fois. En 2000, le secrétaire à l'Intérieur Bruce Babbitt et le directeur de l'Agence américaine de protection de l'environnement ont exprimé leur opposition au projet, en dépit des autres organismes de l'administration Clinton ayant travaillé précédemment pour s'assurer que la base serait remise aux organismes locaux rapidement et en douceur dans « un modèle d'élimination de base ",. Bien que des tentatives ont été faites pour rendre la base plus écologique, en 2001, les intérêts commerciaux locaux qui encourageaient le projet d'aéroport ont perdu leur soutien fédéral.

## Le Comprehensive Everglades Restoration Plan

### Une Floride du Sud durable
Malgré les succès du Everglade Forever Act et les diminutions des niveaux de mercure, l'attention sur les Everglades et pour la qualité de vie dans les régions métropolitaines sud de la Floride des années 1990 a diminué depuis. Il devenait évident que les populations urbaines consommaient des niveaux de plus en plus insoutenable des ressources naturelles. Un rapport intitulé  The Governor's Commission for a Sustainable South Florida, soumis à Lawton Chiles en 1995, a identifié les problèmes auxquels les gouvernements étatiques et municipaux ont été confrontés. Le rapport fait remarquer que la dégradation de la qualité des Everglades, en baie de Floride, et d'autres plans d'eau dans le sud de la Floride entraînerait une diminution significative pour le tourisme (12 000 emplois et 200 millions de dollars par an) et que les revenus de la pêche commerciale étaient compromis (3 300 emplois et 52 millions de dollars en moins par année). Le rapport a noté que les abus et la négligence de l'environnement avaient amené la région à un tournant abrupt où les habitants de la Floride du Sud étaient face à des risques sanitaires avec un air et de l'eau pollués. En outre, les zones urbaines surpeuplées et dangereuses mettent à mal la réputation de l'État. Il a été noté que si la population avait augmenté de 90 % au cours des deux décennies précédentes, les véhicules immatriculés avaient augmenté de 166 %. Sur la qualité et la disponibilité de l'eau, le rapport a déclaré : « [Les] pénuries d'eau fréquentes ... créent l'ironie d'un système naturel mourant de soif dans un environnement subtropical avec plus de 1 300 mm de pluie par an. »
La restauration des Everglades, cependant, est brièvement devenue une cause bipartisane dans la politique nationale. Une taxe controversée à 2 centimes / kg sur le sucre a été proposée afin de financer certains des changements nécessaires pour aider à diminuer le phosphore et apporter d'autres améliorations à l'eau. On a demandé aux électeurs de l'État de soutenir la taxe, et les écologistes ont payé 15 millions de dollars pour encourager la démarche. Les lobbyistes de sucre ont répondu avec 24 millions de dollars de publicité pour décourager ces efforts et ont réussi; en faisant ainsi le vote le plus cher de l'histoire de l'État. Le problème du financement de la restauration est devenu un champ de bataille politique sans issue. Cependant, en 1996, le sénateur républicain Bob Dole a proposé que le Congrès donne à l'État de Floride 200 millions de dollars pour acquérir des terres pour les Everglades. Le vice-président démocrate Al Gore a promis que le gouvernement fédéral achèterai 400 km2 de terre dans l'EAA pour les céder à la restauration. Les manœuvres politiques ont réduit ce nombre à 200 km2, mais les mesures de Gore et Dole ont été approuvées par le Congrès.

### Nouvelle étude de projet pour la Floride centrale et du Sud

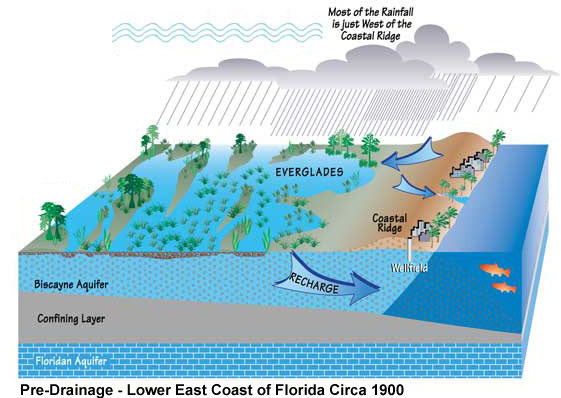
Modèle de drainage de l'eau avant le développement du Sud de la Floride, vers 1900

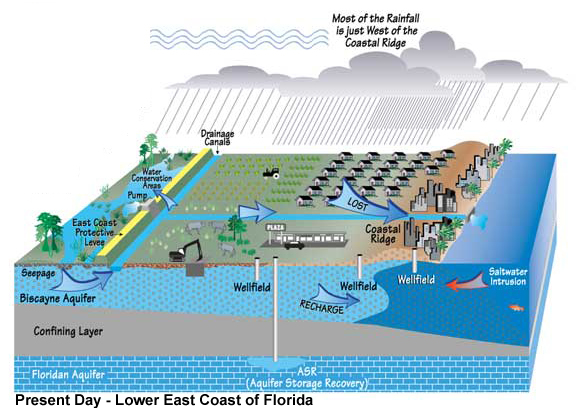
Modèles actuels de drainage de l'eau dans le Sud de la Floride en 2005

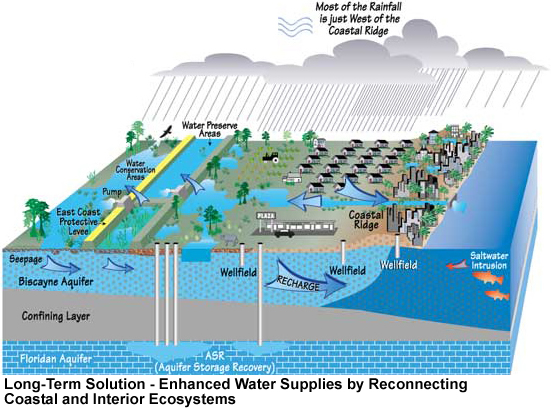
Récupération et stockage d'eau prévus en utilisant les stratégies CERP

Dans le cadre de la loi sur le développement des ressources en eau de 1992, le Congrès a autorisé une évaluation de l'efficacité du projet de lutte contre les inondations de la Floride centrale et du sud. Un rapport connu sous le nom de « réétude », écrit par le Corps du génie de l'armée des États-Unis et le South Florida Water Management District, a été soumis au Congrès en 1999. Il a cité des indicateurs de préjudice au système : une réduction de 50 % de la surface des Everglades originaux, diminution de l'eau stockée, le calendrier nocif de la libération de l'eau, une diminution de 85 à 90 % dans les populations d'oiseaux échassiers au cours des 50 dernières années, et le déclin de la production de la pêche commerciale. Les plans d'eau tels que le lac Okeechobee, la Caloosahatchee, l'estuaire St. Lucie, la lagune du lac Worth, la baie de Biscayne, la baie de Floride, et les Everglades ont montré des changements drastiques de niveau d'eau, une hypersalinité, et des changements dramatiques dans les écosystèmes marins et d'eau douce. La réétude a montré que la baisse globale de la qualité de l'eau au cours des 50 dernières années a été causée par la perte des zones humides qui agissent comme des filtres pour l'eau polluée. Elle prédit que sans intervention, l'ensemble de l'écosystème de la Floride du Sud se détériorerait. Les canaux détournent environ 640 milliards de litres d'eau vers l'océan Atlantique ou le golfe du Mexique tous les jours et bien qu'il n'y ait pas de possibilité de stockage de l'eau, les inondations sont toujours un problème. Sans changements du système actuel, l'étude a prédit que des restrictions d'eau seraient nécessaires tous les deux ans, voire chaque année dans certains endroits. Elle a également averti que la révision de certaines parties du projet sans consacrer des efforts à un plan global d'ensemble serait insuffisante et probablement préjudiciable.
Après avoir évalué dix plans, l'étude a recommandé une stratégie globale qui coûterait 7,8 milliards de dollars sur 20 ans. Le plan conseille de prendre les mesures suivantes :
- Créer en surface des réservoirs de stockage d'eau pour capturer 1,9 km3 d'eau en de multiples endroits pour une surface de 734 km2[27].
- Créer des zones de préservation de l'eau entre Miami-Dade, Palm Beach et les Everglades orientales pour traiter les eaux de ruissellement[27].
- Gérer le lac Okeechobee comme une ressource écologique pour éviter l'amplitude spectaculaire des niveaux d'eau dans le lac qui sont nuisibles à la vie des plantes et des animaux aquatiques et qui perturbe les sédiments lacustres[27].
- Améliorer les flux d'eau vers les estuaires pour réduire la décharge rapide des excès hydriques dans les estuaires Caloosahatchee et St. Lucie qui bouleversent les équilibres des éléments nutritifs et au détriment des poissons. Les eaux pluviales seraient envoyées à la place vers des réservoirs[28].
- Augmenter le stockage de l'eau souterraine pour contenir 61 milliards de litres par jour dans des puits ou des réservoirs dans l'aquifère de Floride qui pourront être utilisés plus tard dans les périodes de sécheresse, selon une méthode appelée aquifère de stockage et de récupération (ASR)[28].
- Construire des zones humides de traitement pour les eaux pluviales sur 144 km2, qui réduiraient la quantité de polluants dans l'environnement[28].
- Améliorer les apports d'eau aux Everglades en les augmentant d'un taux d'environ 26 % dans les marais de la rivière Shark[28].
- Supprimer les obstacles aux écoulements en nappe en détruisant ou en enlevant 390 km de canaux et de digues, en particulier la suppression du canal de Miami et la reconstruction du Tamiami Trail à partir d'une route de ponceaux et des ponts pour permettre aux écoulements en nappe de revenir à un taux d'écoulement plus naturel dans le Parc national des Everglades[29].
- Stocker l'eau dans des carrières et réutiliser les eaux usées en utilisant des carrières existantes pour alimenter la région métropolitaine de la Floride du Sud, ainsi que la baie de Floride et les Everglades. Construire deux usines de traitement des eaux usées permettant de déverser 83 milliards de litres par jour pour recharger l'aquifère Biscayne.

Selon le rapport, la mise en œuvre de toutes les actions conseillées permettrait « la restauration d'écosystèmes sains et durables dans tout le Sud de la Floride. » Le rapport a admis qu'il n'a pas toutes les réponses, mais qu'aucun plan ne le pouvait. Cependant, il a prédit qu'il rétablirait les caractéristiques essentielles définissant des zones humides de pré-drainage sur de grandes parties du système restant, que les populations de tous les animaux augmenteraient, et que les modes de distribution des animaux reviendraient à leur état naturel. Les critiques ont exprimé leur inquiétude sur une technique utilisée ; les scientifiques ne sachant pas si les carrières contiendraient autant d'eau que cela a été suggéré, et si l'eau n'abriterait pas des bactéries nocives venant des carrières. Surtaxer les aquifères a été une autre préoccupation, c'est une technique qui n'a pas été tentée précédemment.
Bien qu'optimiste, l'étude note : « Il est important de comprendre que les Everglades « restaurées » à l'avenir seront différentes de toute version des Everglades qui a existé dans le passé. Alors que cela sera certainement très supérieur à l'écosystème actuel, cela ne correspondra pas complètement au système d'avant le drainage. Ce n'est pas possible, à la lumière des changements physiques irréversibles  qui ont été fait (sic) à l'écosystème. Ce seront des Everglades qui seront plus petits et différemment disposés par rapport à l'écosystème historique. Mais ce seront des Everglades restaurés avec succès, parce qu'ils auront récupéré ces modèles hydrologiques et biologiques qui définissent les Everglades d'origine, et qui en font un lieu unique parmi les systèmes de zones humides du monde. Ils deviendront un lieu qui favorise la vie sauvage et la richesse des anciens Everglades ».
Le rapport est le résultat de la coopération de nombreuses agences qui avaient souvent des objectifs contradictoires. Un premier projet a été soumis à la direction du parc national des Everglades qui affirmait que pas assez d'eau ne serait fournie au parc et que la priorité allait être de fournir de l'eau vers les zones urbaines. Quand ils ont menacé de refuser de le soutenir, le plan a été réécrit pour fournir plus d'eau au  parc. Toutefois, les Indiens Mikasukis ont une réserve entre les dispositifs de contrôle de l'eau et le parc, et ils ont menacé de lancer des  actions en justice pour s'assurer que leurs terres tribales et un casino de 50 millions de dollars ne seraient pas inondés. D'autres préoccupations locales ont été soulevées concernant le fait que les entreprises et les résidents passaient après la nature. Les Everglades se sont cependant révélées être une cause bipartisane. Le Comprehensive Everglades Restoration Plan (CERP) a été autorisé par le Water Resources Development Act de 2000 et promulgué par le président Bill Clinton le 11 décembre 2000. Il a approuvé l'utilisation immédiate de 1,3 milliard de dollars pour sa mise en œuvre et doit être divisé entre le gouvernement fédéral et d'autres partis.

### Mise en œuvre
L'État de la Floride signale qu'il a dépensé plus de 2 milliards de dollars sur les différents projets depuis que le CERP a été signé. Plus de 150 km2 de zones de traitement des eaux pluviales (STA) ont été construits pour filtrer 2 300 t de phosphore provenant des eaux des Everglades. Un STA couvrant 69 km2 a été construit en 2004, ce qui en fait le plus grand marécage artificiel du monde. 55 % de la terre nécessaire à la restauration, soit 850,5 km2, a été acheté par l'État de Floride. Un plan nommé Acceler8, pour hâter la construction et le financement du projet, a été mis en place, ce qui stimule le début de six des huit projets de construction, y compris ceux des trois grands réservoirs.
Malgré la bonne volonté bipartisane et les déclarations de l'importance des Everglades, la région reste toujours en danger. Les manœuvres politiques continuent d'entraver le CERP: les lobbyistes du sucre ont promu un projet de loi à l'Assemblée législative de la Floride en 2003 qui a augmenté la quantité acceptable de phosphore dans les cours d'eau des Everglades de 10 ppb à 15 ppb et a prolongé la date limite pour la réduction obligatoire de 20 ans. Un compromis en 2016 a finalement été atteint. Les organisations environnementales craignent que la tentative d'accélérer une partie de la construction à travers Acceler8 soient motivée politiquement. Les six projets sur lesquels Acceler8 se concentre ne fournissent pas plus d'eau pour les zones naturelles où les besoins sont les plus grands, mais plutôt à des projets dans les zones peuplées qui bordent les Everglades, ce qui suggérerait que l'eau soit détournée pour faire place à plus de gens dans un environnement déjà surchargé. Bien que le Congrès a promis la moitié des fonds pour la restauration, après que la guerre en Irak ait commencé et que deux des principaux partisans du CERP au Congrès prirent leur retraite, le rôle du gouvernement fédéral dans le CERP n'a pas été laissé rempli. Selon un article paru dans le New York Times, les fonctionnaires de l'État disent que la restauration est perdue dans un labyrinthe de «bureaucratie fédérale, victime d'une « paralysie analytique». En 2007, le déblocage de 2 milliards de dollars pour la restauration des Everglades a été approuvé par le Congrès, annulant le veto du président George W. Bush contre l'ensemble du projet de développement de l'eau. Le veto de Bush est allé contre la volonté des républicains de Floride, y compris son frère, le gouverneur Jeb Bush. Un manque d'action ultérieure du Congrès a incité le gouverneur Charlie Crist à  se rendre à Washington en février 2008 et réclamer les fonds promis. En juin 2008, le gouvernement fédéral n'avait dépensé que 400 millions de dollars des 7,8 milliards alloués. Carl Hiaasen caractérise l'attitude de George W. Bush à l'égard de l'environnement comme « un indifférence de longue date » en juin 2008, illustré quand Bush a déclaré qu'il ne comptait pas intervenir pour modifier la politique de l'Environmental Protection Agency (EPA) permettant ainsi la libération de l'eau polluée par des engrais et du phosphore dans les Everglades.

### Réévaluation du CERP
La Floride accueille toujours un millier de nouveaux résidents par jour et les terres prévues pour la restauration et la récupération des zones humides sont souvent achetées et vendues avant que l'État ait une chance d'enchérir. La compétitivité des prix des biens immobiliers les place également au-delà de la capacité d'achat de l'État. Parce que l'État de Floride aide l'achat de terrains et finance les constructions, certains des programmes du CERP sont vulnérables aux compressions budgétaires de l'État,. En juin 2008, le gouverneur Crist a annoncé que l'État de la Floride allait acheter US Sugar pour 1,7 milliard de dollars. L'idée est venue quand les lobbyistes du sucre ont essayé de persuader Crist de réduire les restrictions de US Sugar obligeant le pompage des eaux chargées en phosphore dans les Everglades. Selon l'un des lobbyistes qui  parle d'un « moment idiot », Crist a dit : « Si le sucre pollue les Everglades, et que nous payons pour nettoyer les Everglades, pourquoi ne pas simplement se débarrasser du sucre ?". Le plus grand producteur de sucre de canne aux États-Unis poursuivra ses activités pendant six ans, et quand les propriétés seront transférées à la Floride, 760 km2 des Everglades resteront sous-développés pour permettre de les restaurer à un état pré-drainage.
En septembre 2008, le Conseil national de la recherche (CNR), un organisme à but non lucratif fournissant des conseils scientifiques et stratégiques au gouvernement fédéral, a présenté un rapport sur les progrès de CERP. Le rapport a noté « peu de progrès » dans la restauration en raison de problèmes dans la budgétisation, la planification et la bureaucratie". Le rapport du CNR a appelé les Everglades un des « écosystèmes précieux du monde » qui est en outre mis en danger par un manque de progrès : « le retard en cours dans la restauration des Everglades a non seulement reporté les améliorations, il a permis au déclin écologique de continuer ». Le rapport cite le rétrécissement des ilots d'arbres, et la croissance démographique négative des Rostrhamus sociabilis ou milan des marais, et des Ammodramus maritimus mirabilis, le bruant maritime du Cap Sable. Le manque d'eau atteignant le parc national des Everglades a été caractérisé comme «l'une des histoires les plus décourageantes» dans la mise en œuvre du plan. Le CNR a recommandé d'améliorer la planification sur les niveaux de l'État et fédéral, l'évaluation de chaque projet CERP chaque année, et en outre l'acquisition de terrains pour la restauration. La restauration des Everglades s'est vue affecter 96 millions de dollars en fonds fédéraux dans le cadre du plan de relance économique de 2009 avec l'intention de fournir des services civils et des emplois dans le bâtiment tout en appliquant simultanément les projets de réparation prévus par la loi.
En janvier 2010, les travaux ont commencé sur le canal C-111, construit dans les années 1960 pour drainer les terres agricoles irriguées, afin de le reconstruire pour éviter de détourner l'eau du parc national des Everglades. Deux autres projets axés sur la restauration sont également prévus pour 2010. Le gouverneur Crist a annoncé le même mois que 50 millions de dollars seraient affectés à la restauration des Everglades. En avril de la même année, un juge du tribunal fédéral de district a vivement critiqué les défaillances de l'État et du gouvernement fédéral à respecter les délais, décrivant les efforts de nettoyage comme étant ralentis par un «retard glacial» et la négligence du gouvernement dans l'application des lois environnementales comme « incompréhensible. »